# Saint-Gineys-en-Coiron
Saint-Gineys-en-Coiron (bis 2020 Saint-Gineis-en-Coiron geschrieben) ist eine französische Gemeinde mit 119 Einwohnern (Stand 1. Januar 2022) im Département Ardèche in der Region Auvergne-Rhône-Alpes.

## Geographie
Das Dorf liegt am Südrand des Plateau du Coiron zwischen Aubenas und Montélimar. Das Gemeindegebiet wird vom Fluss Claduègne durchquert, der über den Auzon zur Ardèche entwässert.

## Sehenswürdigkeiten
Die mittelalterlichen Felswohnungen der Balmes de Montbrun liegen auf dem Gebiet der Gemeinde.